# Litfiba (EP)
Litfiba è il primo EP, autoprodotto, della rockband italiana Litfiba, pubblicato dalla Urgent Label/Materiali Sonori nel giugno del 1982. È conosciuto anche con il titolo Guerra, poiché prima traccia dello stesso album.

## Il disco
È il primo lavoro della band pubblicato soltanto in versione EP 12". Fu registrato tra lo studio Larione 10 e la cantina di Via De' Bardi, nei mesi di maggio e luglio del 1981.
Si sapeva che erano state stampate soltanto 1050 copie, mentre in realtà ne furono stampate molte di più circa 1500, di cui 300 sprovviste della cover di cartone, e contenenti solamente l'inserto con i testi e il vinile stesso; le altre 1200 copie sono complete di cover, inserto con testi e vinile.
Le prime due tracce verranno poi riproposte in altri album: Guerra è assolutamente diversa dalla versione che ritroviamo in Desaparecido così come Luna che qui appare in una versione completamente diversa da quella contenuta nel singolo 45 giri omonimo.
In occasione del Record Store Day del 16 aprile 2016, Contempo Records ha pubblicato la ristampa in copie numerate del disco. Insieme al vinile sono state pubblicate anche 300 musicassette numerate a mano ed autografate.

## Tracce
Testi e musiche dei Litfiba.
Lato A
1. Guerra - 4:23
2. Luna - 3:54

Lato B
1. Under the Moon - 3:18
2. Man in Suicide - 5:47
3. E.F.S. 44[3] - 3:06

## Formazione
- Piero Pelù - voce
- Antonio Aiazzi - tastiere
- Ghigo Renzulli - chitarra e basso nel primo brano
- Gianni Maroccolo - basso (tutte le tracce ad eccezione del primo brano)
- Francesco Calamai - batteria

## Singoli e videoclip
- Guerra (solo videoclip)
- Luna (promo, videoclip)

## Curiosità
Under the Moon e Men in Suicide, riportata come Man in Suicide al singolare, risultano dal vinile stesso registrate "Live al Casablanca nel dicembre del 1981", nonostante in realtà entrambe le tracce si possono ritrovare nel demo-tape dello stesso anno, poiché in realtà registrate nella loro famosa cantina in Via de' Bardi.